# Copa de Honduras
La Coppa dell'Honduras è una competizione calcistica honduregna, parallela al campionato disputata dal 1992 al 1997 e successivamente ripresa a partire dal 2015.
La formula inizialmente prevedeva turni successivi ad eliminazione diretta, ma nelle ultime tre edizioni la coppa venne assegnata alla squadra che aveva concluso in testa la prima fase del campionato.
La vincitrice si qualifica per la Coppa delle Coppe CONCACAF.

## Albo d'oro
| Stagione | Campione    | Finalista   | Allenatore campione |
| -------- | ----------- | ----------- | ------------------- |
| 1968     | Motagua     | Real España | ?                   |
| 1972     | Real España | Marathón    | ?                   |
| 1992     | Real España | Victoria    | Flavio Ortega       |
| 1993     | Real Maya   | Motagua     | Miguel Escalante    |
| 1994     | Marathón    | Real Maya   | Hernan Garcia       |
| 1995     | Olimpia     | Motagua     | Francisco Sá        |
| 1996     | Platense    | Victoria    | Alberto Romero      |
| 1997     | Platense    | Olimpia     | ?                   |
| 1998     | Olimpia     | Motagua     | ?                   |
| 2015     | Olimpia     | Platense    | Héctor Vargas       |

## Riepilogo dei titoli
| Squadra     | Titoli | Secondi posti |
| ----------- | ------ | ------------- |
| Olimpia     | 4      | 1             |
| Real España | 2      | 1             |
| Platense    | 2      | 1             |
| Motagua     | 1      | 3             |
| Marathón    | 1      | 1             |
| Real Maya   | 1      | 1             |
| Victoria    | -      | 2             |